# تشارلز أو. هوليداي
تشارلز أو. هوليداي (بالإنجليزية: Charles O. Holliday)‏ هو شخصية أعمال أمريكي، ولد في 9 مارس 1948 في ناشفيل في الولايات المتحدة.

## وصلات خارجية
- تشارلز أو. هوليداي على موقع إن إن دي بي (الإنجليزية)